# Milda (Germania)
Milda è un comune di 722 abitanti della Turingia, in Germania.
Appartiene al circondario della Saale-Holzland (targa SHK) ed è parte della comunità amministrativa (Verwaltungsgemeinschaft) di Südliches Saaletal.

## Storia
Il 1º aprile 1992 vennero aggregati alla città di Milda i comuni di Dürrengleina, Großkröbitz, Rodias e Zimmritz.